# Daniel Wilson (arkeolog)

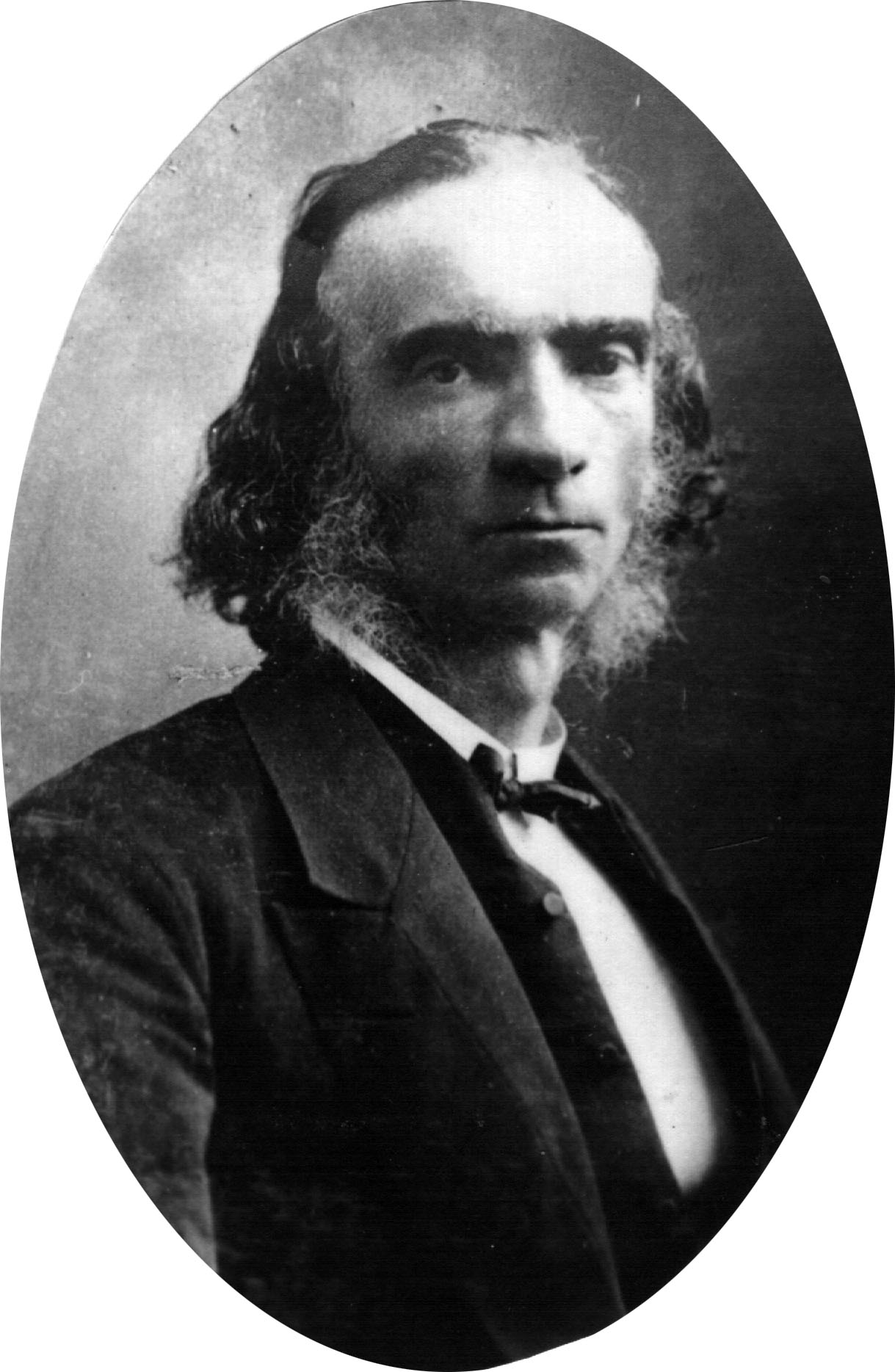
Daniel Wilson.

Daniel Wilson, född den 5 januari 1816 i Edinburgh, död den 6 augusti 1892, var en skotsk arkeolog och historiker. Han var bror till  George Wilson.
Wilson blev professor i historia och engelsk litteratur vid universitetet i Toronto 1853 samt denna anstalts president 1881. Han var sedan 1885 president för den litterära sektionen av Royal Society i Kanada. År 1888 adlades han. Wilsons främsta arbeten är The archæology and prehistoric annals of Scotland (1851; ny upplaga i 2 band 1863) och Prehistoric man: researches into the origin of civilization in the old and the new world (2 band, 1862; 3:e upplagan 1876). Ett flertal uppsatser av honom är tryckta i "Proceedings of the Society of antiquaries of Scotland".